# Nicolaas Pieneman

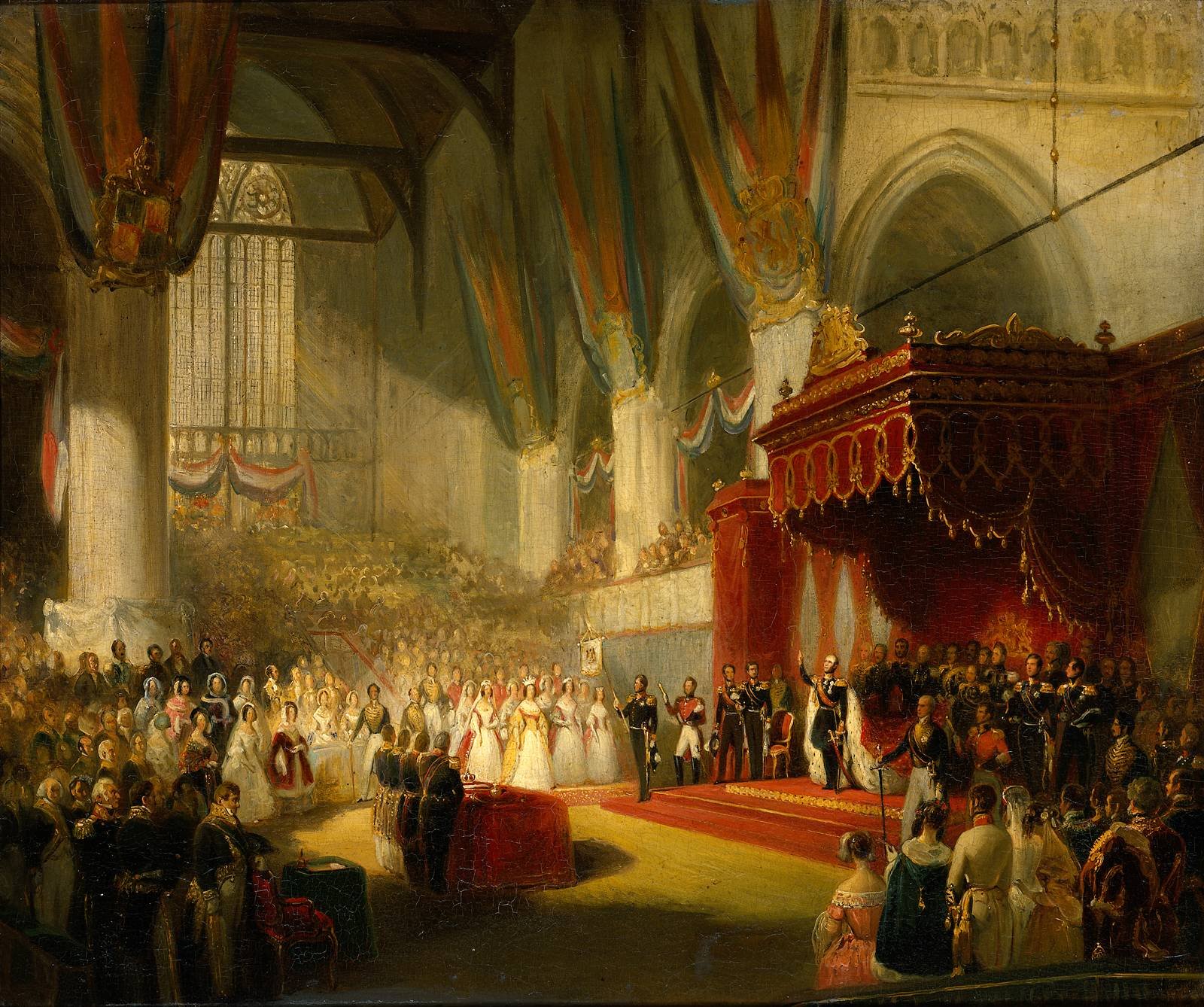
Inauguracja Wilhelma II Holenderskiego, ok. 1840-50

Nicolaas Pieneman (ur. 1 stycznia 1809 w Amersfoort, zm. 30 grudnia 1860 w Amsterdamie) – holenderski malarz i litograf.
Był synem i uczniem Jana Willema Pienemana, studiował w Królewskiej Akademii Sztuk Pięknych w Amsterdamie. Podobnie jak ojciec uprawiał głównie malarstwo historyczne i portretowe. Przyjaźnił się z królem Wilhelmem II Holenderskim i malował członków rodziny królewskiej.